# Друга влада Милана Стојадиновића
Друга влада Милана Стојадиновића је била влада Краљевине Југославије од 7. марта 1936. до 21. децембра 1938. године.

## Историја
Народни посланик Дамњан Арнаутовић је приликом говора председника владе Милана Стојадиновића у Народној скупштини 7. марта 1936. покушао атентат испаливши пет револверских хитаца, али приликом случаја нико у скупштини није био повређен.

## Чланови владе
| Функција                                                     | Слика                 | Име и презиме      | Детаљи                      |
| ------------------------------------------------------------ | --------------------- | ------------------ | --------------------------- |
| Председник Министарског савета и министар иностраних послова |                       | Милан Стојадиновић |                             |
| Министар војске и морнарице                                  |                       | Љубомир Марић      | до 25. 8. 1938.             |
| Министар војске и морнарице                                  | Милутин Ђ. Недић      |                    |                             |
| Министар унутрашњих послова                                  |                       | Антон Корошец      |                             |
| Министар правде                                              |                       | Драгиша Цветковић  | заступник, до 8. 8. 1936.   |
| Министар правде                                              |                       | Никола Суботић     | до 4. 10. 1937.             |
| Министар правде                                              | Милан Симоновић       |                    |                             |
| Министар просвете                                            |                       | Добривоје Стошовић | до 4. 10. 1937.             |
| Министар просвете                                            | Димитрије Магарашевић |                    |                             |
| Министар финансија                                           |                       | Душан Летица       |                             |
| Министар грађевина                                           |                       | Марко Кожуљ        | до 4. 10. 1937.             |
| Министар грађевина                                           | Добривоје Стошовић    |                    |                             |
| Министар трговине и индустрије                               |                       | Милан Врбанић      | до 25.8.1938.               |
| Министар трговине и индустрије                               | Никола Калабин        |                    |                             |
| Министар пољопривреде                                        |                       | Светозар Станковић |                             |
| Министар пошта, телеграфа и телефона                         |                       | Бранко Калуђерчић  | до 4. 10. 1937.             |
| Министар пошта, телеграфа и телефона                         | Војко Чвркић          |                    |                             |
| Министар шума и рудника                                      |                       | Ђура Јанковић      | до 4. 10. 1937.             |
| Министар шума и рудника                                      | Богољуб Кујунџић      |                    |                             |
| Министар саобраћаја                                          |                       | Мехмед Спахо       |                             |
| Министар социјалне политике и народног здравља               |                       | Драгиша Цветковић  |                             |
| Министар физичког васпитања                                  |                       | Јосип Рогић        | до 4. 10. 1937.             |
| Министар физичког васпитања                                  |                       | Вјекослав Милетић  | до 25. 8. 1938.             |
| Министар физичког васпитања                                  |                       | Мирко Буић         | до 19. 9. 1938.             |
| Министар физичког васпитања                                  |                       | Драгиша Цветковић  | заступник, до 10. 10. 1938. |
| Министар физичког васпитања                                  | Анте Масаровић        |                    |                             |
| Министар без портфеља                                        |                       | Шефкија Бехмен     | до 14. 5. 1938.             |
| Министар без портфеља                                        |                       | Миха Крек          |                             |
| Министар без портфеља                                        |                       | Војислав Ђорђевић  |                             |
| Министар без портфеља                                        |                       | Нико Новаковић     | од 4. 10. 1937.             |
| Министар без портфеља                                        |                       | Џафер Куленовић    | од 14. 5. 1938.             |
| Министар без портфеља                                        |                       | Светислав Хођера   | од 10. 10. 1938.            |